# Łukasz Kadziewicz

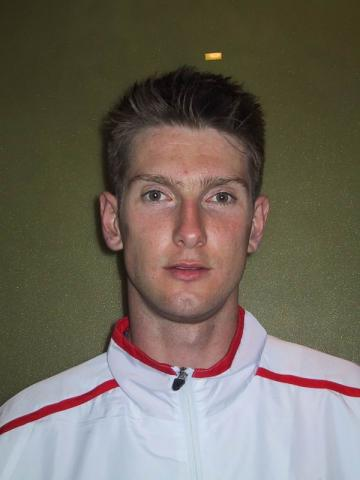
Łukasz Kadziewicz reprezentantem Polski w 2005 roku

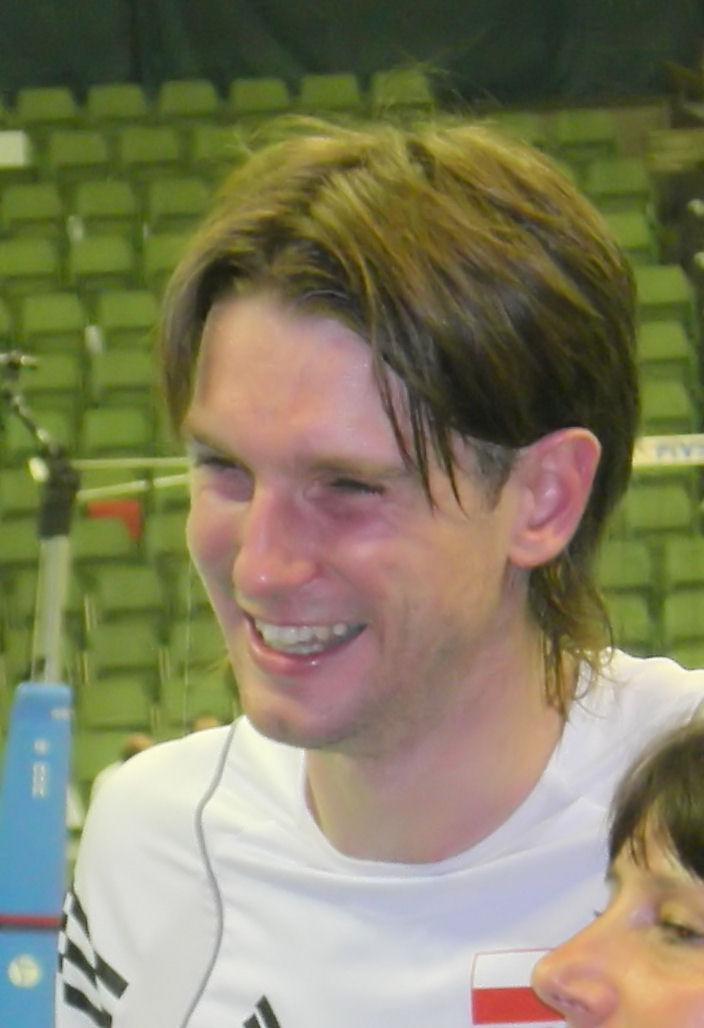
Łukasz Kadziewicz reprezentantem Polski w 2008 roku

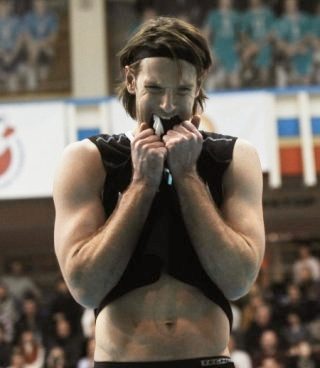
Łukasz Kadziewicz zawodnikiem Lokomotiwu-Biełogorje Biełgorod

Łukasz Kadziewicz (ur. 20 września 1980 w Dobrym Mieście) – polski siatkarz, który grał na pozycji środkowego. Po zakończeniu kariery sportowej dziennikarz sportowy i prezenter. 
W latach 2001–2009 zawodnik reprezentacji Polski w piłce siatkowej, z którą zdobył wicemistrzostwo świata (2006), a także uczestniczył w Letnich Igrzyskach Olimpijskich (2004 i 2008) oraz w Lidze Światowej (2001, 2003, 2004, 2005 i 2007).

## Życiorys

### Wykształcenie
Studiował na Wydziale Pedagogiki Uniwersytetu Warmińsko-Mazurskiego w Olsztynie.

### Kariera sportowa
Pierwsze kroki w siatkówce stawiał w wieku 12 lat, trenował w miejscowych klubach Chemik Olsztyn (1996–1999) i Felgex Dobre Miasto (1999–2000). Profesjonalne treningi rozpoczął w AZS Olsztyn, w którym grał do 2004.
W 2001 został powołany do reprezentacji Polski i wystartował w Lidze Światowej, zajmując 7. miejsce. Dwa lata później drużyna zakończyła udział w zawodach na 9. miejscu. W 2004 wystąpił z reprezentacją podczas Letnich Igrzysk Olimpijskich w Atenach, kończąc udział na etapie ćwierćfinałowym, a także w Lidze Światowej, zajmując 7. miejsce. W 2005 w Lidze Światowej zajęli 4. miejsce. Od 25 kwietnia do 31 grudnia 2005 był zawieszony w prawach reprezentanta kadry narodowej za „niesportowy tryb życia” (razem z Krzysztofem Ignaczakiem i Andrzejem Stelmachem). W kwietniu 2006 powrócił do reprezentacji i wziął udział w mundialu, na którym z drużyną zdobył wicemistrzostwo świata. W rankingu najlepiej serwujących zawodników zajął 2. miejsce (0,36 pkt/set), a w rankingu najlepiej blokujących uplasował się na 7. miejscu (0,75 pkt/set). W 2007 wystartował w Lidze Światowej (4. miejsce) i mistrzostwach Europy (11. miejsce). Niedługo po udziale w zawodach doznał kontuzji (pęknięcie jednej z kości śródstopia), która wykluczyła go z kadry na turniej prekwalifikacyjny do Letnich Igrzysk Olimpijskich w Pekinie w 2008. Trafił jednak do reprezentacji Polski, kończąc zmagania na etapie ćwierćfinałowym. W 2009 zakończył karierę reprezentacyjną, występując łącznie w 178 spotkaniach.
Po odejściu z AZS Olsztyn, w 2004 dołączył do rosyjskiego Gazpromu Surgut, w którym grał do 2005. Następnie został graczem Jastrzębski Węgiel, a w 2007 dołączył do Sparklingu Mediolan. W 2008, w związku z bankructwem klubu, przeniósł się do beniaminka PlusLigi, Trefla Gdańsk. W 2009 podpisał jednoroczny kontrakt z Lokomotiwem Biełgorod. Z zespołem tym wywalczył srebrny medal rosyjskiej Superligi. Po pięcioletniej przerwie wrócił do Gazpromu Surgut. 2 października 2011 podpisał miesięczną umowę z klubem Al Arabi Ad-Dauha, z którym wystąpił m.in. w klubowych mistrzostwach świata. Po zakończeniu kontraktu powrócił do Polski, gdzie, pozostając bez drużyny, trenował razem z siatkarzami AZS-u Olsztyn. 17 października 2011 został oficjalnie zawodnikiem Akademików. 28 lutego 2012 rozwiązał kontrakt „za porozumieniem stron”. 23 marca podpisał kontrakt do końca sezonu z drużyną Casa Modena, dzięki czemu po czterech latach przerwy ponownie mógł zagrać we włoskiej Serie A1. 21 sierpnia podpisał kontrakt z białoruskim klubem Szachcior Soligorsk. W latach 2013–2015 był zawodnikiem Cuprum Lubin, z którym grał w pierwszej lidze i Pluslidze.
W kwietniu 2015 poinformował o zakończeniu kariery sportowej.

### Działalność po zakończeniu kariery sportowej
Po zakończeniu kariery sportowej w 2015 został komentatorem i ekspertem siatkarskim telewizji Polsat oraz z Pawłem Siezieniewskim i Maciejem Dobrowolskim założył Akademię Siatkówki.
Był autorem magazynu sportowego Kadziu Project, powstałego we współpracy z telewizją Polsat Sport, w którym przedstawiał kulisy pracy reprezentacji piłki siatkowej mężczyzn. Od 2014 jego felietony były publikowane na łamach „Tempa”, cotygodniowego dodatku do „Przeglądu Sportowego”.
17 sierpnia 2017, nakładem Wydawnictwa Ringier Axel Springer Polska, ukazała się autobiografia Kadziewicza pt. Kadziu. Siatkówka & Rock’n’Roll.
Został finalistą czwartej edycji programu rozrywkowego Dancing with the Stars. Taniec z gwiazdami (2015) w Polsacie. Wcześniej, w 2014 odmówił udziału w konkursie, tłumacząc decyzję brakiem możliwości pogodzenia treningów siatkarskich i tanecznych. W 2015 wystąpił w spocie wizerunkowym z okazji 15. urodzin kanału Polsat Sport. Uczestniczył w drugiej i trzeciej edycji reality show Polsatu Ninja Warrior Polska (2020, 2021).
W 2021 został dziennikarzem serwisu internetowego Onet Sport i „Przeglądu Sportowego”. Od 21 kwietnia 2025 współprowadzi z Anną Lewandowską program śniadaniowy Pytanie na śniadanie.

### Życie prywatne
Wychował się przy ul. Grudziądzkiej w Dobrym Mieście. Ma starszą siostrę, Monikę.
W 2004 poślubił Kamillę, z którą ma córkę Amelię (ur. 2006). Małżeństwo zakończyło się rozwodem w 2008. Następnie był związany z florecistką Magdaleną Mroczkiewicz. Od 2011 jest żonaty z Barbarą Gołąb-Kadziewicz.

## Sukcesy

### reprezentacyjne
- 5. miejsce na igrzyskach olimpijskich (2004, 2008)
- 4. miejsce z reprezentacją Polski w Lidze Światowej (2005)
- Wicemistrz świata z Japonii (2006)
- 4. miejsce z reprezentacją Polski w Lidze Światowej (2007)
- 5. miejsce w Lidze Światowej (2008)

### klubowe
- Wicemistrz Polski z PZU AZS Olsztyn (2004)
- Wicemistrz Polski z Jastrzębskim Węglem (2006)
- Wicemistrz Polski z Jastrzębskim Węglem (2007)
- Wicemistrz Rosji z Lokomotiwem Biełgorie-Biełgorod (2010)
- 3. miejsce w Pucharze Białorusi z Szachciorem Soligorsk (2013)
- Wicemistrz Białorusi z Szachciorem Soligorsk (2013)

### Nagrody indywidualne
- Najlepszy Polski środkowy (2005)
- 3. miejsce w rankingu najlepszych blokujących zawodników kwalifikacji do mistrzostw świata (2005)
- 2. miejsce w rankingu najlepszych serwujących zawodników mistrzostw świata (2006)
- Najlepszy Polski środkowy (2006)
- Najlepszy Polski środkowy (2007)
- Najlepszy Polski środkowy (2008)
- Jeden z najlepszych blokujących rosyjskiej Superligi 2009/2010

## Statystyki gracza
| Wydarzenie                                        | Punkty z ataku | Punkty z bloku | Asy serwisowe | Suma punktów |
| Liga Światowa 2003                                | 22             | 8              | 3             | 33           |
| Liga Światowa 2004                                | 13             | 7              |               | 20           |
| Letnie Igrzyska Olimpijskie 2004                  | 2              | 3              |               | 5            |
| Liga Światowa 2005                                | 80             | 39             | 10            | 129          |
| Kwalifikacje do mistrzostw świata 2005            | 14             | 11             |               | 25           |
| Liga Światowa 2006                                | 62             | 40             | 14            | 116          |
| Mistrzostwa świata 2006                           | 62             | 27             | 13            | 102          |
| Liga Światowa 2007                                | 59             | 17             | 5             | 81           |
| Kwalifikacje do Letnich Igrzysk Olimpijskich 2008 | 8              | 6              |               | 14           |
| Liga Światowa 2008                                | 53             | 23             | 8             | 84           |
| Letnie Igrzyska Olimpijskie 2008                  | 37             | 10             | 2             | 49           |
| PlusLiga 2008/2009                                | 98             | 48             | 11            | 157          |
| Liga Światowa 2009                                | 4              | 5              |               | 9            |
| PlusLiga 2011/2012                                | 18             | 15             | 3             | 36           |

## Odznaczenia
- Złoty Krzyż Zasługi (2006)[31] za „wybitne osiągnięcia sportowe”[32].